# Codificação de Shannon-Fano
A codificação de Shannon-Fano é um método de estatístico de compressão sem perda de dados que gera códigos de tamanho variável para cada símbolo dos conjunto de dados a ser comprimido de acordo com sua probabilidade de ocorrência. Este método foi descrito em 1948 por Claude Shannon em seu famoso artigo "A Mathematical Theory of Communication" e atribuído à Robert Fano. O método é anterior ao de codificação de Huffman, e apesar de bastante eficiente e prático, gera resultados sub-ótimos.

## Algoritmo
A construção do código a ser usado para a compressão segue um algoritmo bastante simples. Inicia-se com o levantamento das probabilidades de ocorrência de cada símbolo. Para efeitos práticos, a contagem do número de ocorrências de cada símbolo nos dados a serem comprimidos é o suficiente. Ordena-se então esta lista de probabilidades em ordem decrescente e separa-se a lista em duas partes de forma que cada uma dessas partes tenha aproximadamente a mesma probabilidade (i.e. a soma da probabilidade de cada símbolo de uma parte seja o mais próximo possível de 50%). A cada uma dessas partes atribui-se o primeiro dígito como sendo 0 (primeira parte) ou 1 (segunda parte). A cada metade que tiver mais de um dígito aplica-se o mesmo processo, concatenando os dígitos atribuídos em cada etapa. A seqüencia de dígitos que cada símbolo obteve nesse processo (os dígitos correspondentes a cada metade de que ele fez parte) são concatenados em ordem para formar o seu código.
Um pseudo-algoritmo que realiza este processo se encontra a seguir:
```
Estruturas de dados:

conjunto
: Pilha

conjunto0
, 
conjunto1
: lista ordenada ou heap.
```

```
Programa:
```

```
conjunto
.empilha(
alfabeto
)
```

```
# Processa enquanto houver conjuntos com mais de um elemento

enquanto
 
conjunto
 
não estiver vazio
:
   
conjunto0
 := 
conjunto
.desempilha()
   
conjunto1
 := 
conjunto vazio

   
max_prob
 := somatorio(
conjunto0
)
   
probabilidade
 := 0
```

```
   # Divide em duas partes de probabilidades semelhantes
   
enquanto
 
probabilidade
 < (
max_prob
/2):
      
elemento
 := 
conjunto0
.remove_menor_elemento()
      
conjunto1
.enfileira(
elemento
)
      
probabilidade
 := 
probabilidade
 + 
elemento
.valor
   
fim enquanto
```

```
   # Acrescenta um dígito no código de cada metade
   
para cada
 
elemento
 em 
conjunto0
:
      concatena(
elemento
.código, 0)
   
fim para

   
para cada
 
elemento
 em 
conjunto1
:
      concatena(
elemento
.código, 1)
   
fim para
```

```
   # repete até o conjunto estar com apenas um elemento.
   
se
 tamanho(
conjunto0
) > 1
      
conjunto
.empilha(
conjunto0
)
   
fim se

   
se
 tamanho(
conjunto1
) > 1
      
conjunto
.empilha(
conjunto1
)
   
fim se

fim enquanto'
```

## Exemplo
Para demonstrar o algoritmo em uma situação prática, vamos comprimir a cadeia de exemplo: AAAAAABBBBBCCCCDDDEEF. Se usarmos a forma padrão onde o tamanho da representação de cada caractere é fixo, a menor codificação que podemos utilizar para representá-la em binário é de três bits por caractere. Assim temos a seguinte codificação:
| Caractere | A   | B   | C   | D   | E   | F   |
| Código    | 000 | 001 | 010 | 011 | 100 | 101 |

Gerando assim a os bits 000000000000000000001001001001001010010010010011011011100100101 para representar nossa seqüencia original. Isso dá 63 bits de comprimento.
Para usar o código de Shannon-Fano e comprimir esta seqüência precisamos primeiro identificar os códigos de cada caractere usado, segundo o algoritmo mostrado acima. O primeiro passo é contar as ocorrências de cada símbolo na cadeia a ser comprimida. Com isso temos:
| Caractere | A | B | C | D | E | F |
| Contagem  | 6 | 5 | 4 | 3 | 2 | 1 |

Agora aplicamos o algoritmo nesses dados, identificando a codificação de cada caractere. O quadro abaixo mostra o funcionamento desse algoritmo, onde cada divisão dos conjuntos está devidamente ilustrada.
| Símbolo    | A  | B  | C  | D   | E    | F    |
| Freqüência | 6  | 5  | 4  | 3   | 2    | 1    |
|            | 0  | 0  | 1  | 1   | 1    | 1    |
| 0          | 1  | 0  | 1  | 1   | 1    |      |
| 0          | 1  | 0  | 0  | 1   | 1    |      |
| 0          | 1  | 0  | 0  | 0   | 1    |      |
| Códigos    | 00 | 01 | 10 | 110 | 1110 | 1111 |

A codificação final fica então sendo: 000000000000010101010110101010110110110111011101111 num total de 51 bits. Note que nesse caso a codificação tem o mesmo tamanho que se usarmos a codificação de Huffman. Em geral o método de Shannon-Fano tem resultados semelhantes ao método de Huffman, podendo ser provado que o tamanho médio dos caracteres, T, nos dois métodos obedece a seguinte relação (onde o subscrito representa a inicial do métodos):
{\displaystyle T_{H}\leq T_{SF}\leq T_{H}+1}

## Aplicações
- O algoritmo de implode usado no PKZIP e outros compactadores de arquivos em formato ZIP usa a codificação de Shannon-Fano em conjunto com um algoritmo de janela deslizante baseado em LZ77.